# Grabhügel von Schwarza
Die Grabhügel von Schwarza im Landkreis Schmalkalden-Meiningen im Henneberger Land in Thüringen stammen aus der Hügelgräberzeit, der Mitte des 2. Jahrtausends v. Chr.
Viele Grabhügel in Thüringen wurden seit dem 19. Jahrhundert von Laienforschern und Raubgräbern aufgesucht. Wissenschaftliche Ausgrabungen erfolgten vor allem in den 1950er und 1960er Jahren unter der Leitung von Rudolf Feustel, der auch drei der 15 Grabhügel in den Wäldern südöstlich des kleinen Ortes Schwarza untersuchte und eines davon rekonstruierte. 1996 erfolgten südlich von Schwarza weitere Grabungen im Zuge des Baus der A71
Der größte Hügel von Schwarza (Hügel Nr. 1) besaß einen Durchmesser von etwa 13 m und war noch etwa 1,4 m hoch. Seine Bedeutung liegt in der Einmaligkeit seiner horizontalen Stratigraphie, in der Fülle der geborgenen Bronzegegenstände und in der Anzahl der Bestatteten. Die fast steinfreie Aufschüttung wurde im Inneren und am Rand von einer Trockenmauer gefasst, was die Hügel der Region um Schwarza aus dem zeitgleichen Bestand heraushebt. Im Hügel Nr. 1 wurden fast ungestört 16 außerordentlich reiche, und was die Zahl und den Frauenanteil betrifft, einmalig gebliebene Bestattungen gefunden. Darunter sechs Frauen-, sechs Männer-, zwei Kindergräber und das Grab einer Frau mit Kind. Sie waren unregelmäßig verteilt, nicht nach einer Himmelsrichtung orientiert, was eine völlig unübliche Form darstellt. Die bekleideten Toten ruhten im Hügel in ausgestreckter Rückenlage mit ihrer Schmuck- und Waffenausstattung. Die meisten waren auf einem Totenbrett oder in einem aus Eichenhölzern bestehenden Sarg bestattet. Der Sarg stand zuweilen auf einer Stein- oder Sandunterlage, meist aber auf dem gewachsenen Boden. Häufig waren Kopf- und Fußende der Bestattung von Steinen begrenzt.